# Cirsium brachycephalum
Cirse brachycéphale
Espèce
Classification phylogénétique
Statut de conservation UICN

 LC  : Préoccupation mineure
Le Cirse brachycéphale (Cirsium brachycephalum) est une espèce de plante à fleurs appartenant au genre Cirsium et à la famille des Astéracées (ou Composées).
Ce sont des plantes bisannuelles ou vivaces.